# Rainer Einenkel
Rainer Einenkel (* 20. Mai 1954 in Thum, Kreis Zschopau, DDR) war bis zum 12. Januar 2015 Betriebsratsvorsitzender des Opelwerks in Bochum und bis zum 31. März 2015 Mitglied im Aufsichtsrat der Adam Opel AG.

## Leben
1961 kam Einenkels Familie einen Monat vor dem Mauerbau ins Ruhrgebiet. Schon sein Vater war engagierter Gewerkschafter. Einenkel senior arbeitete 1962 im neuen Werk, in dem die ersten Opel Kadetts vom Band rollten. 1972 wurde der 18-jährige Einenkel einer von damals mehr als 20.000 Opel-Mitarbeitern. Er begann eine Lehre als Starkstromelektriker. 1973 wählten ihn die Auszubildenden in die Jugend- und Auszubildendenvertretung in Bochum. Vater und Sohn gingen bis 1990 gemeinsam zur Schicht. Seit 1988 war er einer der gewählten freigestellten Betriebsräte. Später war er stellvertretender Betriebsratsvorsitzender. Er wurde 2004 vom Betriebsrat zum Betriebsratsvorsitzenden im Bochumer Werk gewählt. Im Betriebsrat wählten ihn 23 von 37 Betriebsräten zum Betriebsratsvorsitzenden.
Über die Grenzen des Betriebs wurde Einenkel bekannt durch die Diskussion über die Schließung des Bochumer Opel-Werkes seit 2004. Im Zusammenhang mit dem Kampf gegen die Werksschließung war Einenkel bei verschiedenen Talkshows zu Gast.
Einenkel war bis 1988 Mitglied der DKP.
Rainer Einenkel ist verheiratet und Vater von drei Kindern.